# Lihadh Al-Gazali
Lihadh Al-Gazali (arabisch لحاظ الغزالي, DMG Liḥāẓ al-Ġazālī; geb. in Amarah) ist eine irakische Professorin und Expertin für Klinische Genetik und Pädiatrie an der United Arab Emirates University in Al Ain. Sie gilt als Vorreiterin der Erforschung genetischer Krankheiten, insbesondere in arabischen Ländern, und hat mehrere genetische Syndrome entdeckt, darunter das nach ihr benannte Al-Gazali-Syndrom.

## Leben
Al-Gazali wurde in Amarah geboren und wuchs in Bagdad auf. Ihr Vater war Richter beim Militär, ihre Mutter Pädagogin, die eine höhere Bildung in Deutschland erhielt. Al-Gazali absolvierte 1973 ihr Medizinstudium (MBChB) an der Universität Bagdad. Sie heiratete den Arzt Wessam Shather und zog 1976 mit ihm und dem gemeinsamen Kind zur Weiterbildung in Pädiatrie und klinischer Genetik ins Vereinigte Königreich. Aufgrund fehlender strukturierter Ausbildungsmöglichkeiten begann sie zunächst erneut auf niedrigem Niveau und legte zusätzliche Prüfungen ab.
Im Vereinigten Königreich erwarb sie an der Universität Edinburgh einen Masterabschluss in Humangenetik und führte anschließend von 1986 bis 1990 genetische Forschungsarbeiten an der Universität Leeds durch. Sie arbeitete dort mit Robert Mueller an genetischen Erkrankungen innerhalb der pakistanischen Bevölkerung Bradfords, die häufig aufgrund von Verwandtenehen auftraten.
Im Jahr 1990 zog Al-Gazali mit ihrer Familie in die Vereinigten Arabischen Emirate, um dort zunächst für vier Jahre als Assistenzprofessorin an der Pädiatrischen Abteilung der UAE University in Al Ain zu arbeiten. und blieb langfristig in den Vereinigten Arabischen Emiraten.
Al-Gazali gründete 1995 das erste Register für Geburtsdefekte in den Vereinigten Arabischen Emiraten, das als erstes in der arabischen Welt in das internationale Clearinghouse für Geburtsdefekte aufgenommen wurde. 2003 gehörte sie zu den Gründern des Centre for Arab Genomic Studies in Dubai und übernahm dort leitende Funktionen.

## Wirken
Lihadh Al-Gazali gilt als führende klinische Genetikerin im arabischen Raum. Bei ihrer Ankunft in den Vereinigten Arabischen Emiraten bestand kaum Bewusstsein oder Infrastruktur für genetische Erkrankungen. Sie begann daher mit dem Aufbau klinischer genetischer Dienste, der Errichtung genetischer Kliniken und zytogenetischer und DNA-Laboren sowie mit der Organisierung öffentlicher Aufklärungskampagnen.
Bekannt wurde Al-Gazali durch die Entdeckung mehrerer genetischer Syndrome, insbesondere des 1994 erstmals beschriebenen Al-Gazali-Syndroms, das durch pränatale Wachstumsverzögerungen, Augenanomalien, Skelettdefekte und eine verkürzte Lebenserwartung gekennzeichnet ist. Ein weiteres Syndrom, an dessen Beschreibung sie maßgeblich beteiligt war, ist das Al-Gazali-Bakalinova-Syndrom (1998).
Ihre Forschungen konzentrieren sich auf autosomal-rezessive genetische Erkrankungen. Sie veröffentlichte über 200 wissenschaftliche Artikel und erhielt zahlreiche internationale Auszeichnungen. Al-Gazali betont regelmäßig die Bedeutung genetischer Aufklärung und präventiver Maßnahmen wie präimplantativer genetischer Diagnostik in arabischen Ländern, in denen häufige Verwandtenehen die Prävalenz genetischer Erkrankungen erhöhen.
Neben ihrer wissenschaftlichen Arbeit setzt sich Al-Gazali für eine stärkere Beteiligung von Frauen in der Wissenschaft ein und betont die Notwendigkeit zur Überwindung sozialer Barrieren insbesondere im arabischen Raum.

## Ehrungen
Im Jahr 2008 wurde Al-Gazali mit dem UNESCO-L’Oréal-Preis for Women in Science ausgezeichnet. Weitere Ehrungen umfassen den Hamdan Award (2007) sowie den Abu Dhabi Award (2015).